# Коншина, Александра Ивановна
Коншина Александра Ивановна, урождённая Игнатова (1833 — 26 сентября 1914) — одна из самых крупных московских меценаток, потомственная дворянка, супруга и вдова серпуховского миллионера-фабриканта И. Н. Коншина, сына основателя Товарищества мануфактур Н. Н. Коншина.

## Биография
Дочь серпуховского купца второй гильдии Ивана Алексеевича Игнатова. Вышла замуж в 1855 году за И. Н. Коншина, принадлежавшего к старинному роду Коншиных-Серпуховских, известному с середины XVI века. Детей в браке не было.
Иван Николаевич Коншин (21 февраля 1828 — 9 февраля 1899, Москва) — сын основателя Товарищества мануфактур Н. Н. Коншина, потомственный дворянин (1882), член Московского биржевого комитета (1870-82, 1885-88), выборный московского Кирилло-Мефодиевского братства, почетный блюститель Донского духовного училища, казначей Совета Общества любителей церковного пения в Москве, попечитель приютов.
После смерти своего отца, Николая Максимовича Коншина (1798—1853), стал владельцем фабрики «Старая мыза» в городе Серпухове. Заново технически оснастив полученную в наследство фабрику и осуществив удачные ростовщические сделки, он нажил крупное состояние. В 1882 году, к 200-летнему юбилею текстильных предприятий, род Коншиных «в воздаяние их заслуг на поприще отечественной промышленности» был возведен в потомственное дворянство. Умирая, все своё состояние, превышающее 10 миллионов рублей, включая ряд участков земли в Москве, завещал жене.
Был похоронен в семейном склепе храма Всех святых, построенном в русском стиле в 1896 году на средства фабриканта Н. Н. Коншина по проекту архитектора Р. И. Клейна на кладбище Высоцкого монастыря города Серпухова.
В советское время могилы в усыпальнице Коншиных были вскрыты и разграблены, храм находился в аварийном состоянии. С 2001 года в нём начались восстановительные работы.
После смерти А. И. Коншина его вдова, не испытывая тяги к предпринимательской деятельности, продала фабрику в «Старой мызе» братьям Коншиным и посвятила себя благотворительной деятельности, жертвуя огромные суммы на устройство и поддержание больниц, воинских лазаретов, благотворительных
организаций, приютов, фондов помощи увечным воинам и их семьям, храмов.
Коншина вела замкнутый образ жизни, была необщительной и нелюдимой, недоверчиво относилась к своим родственникам. Жила она в окружении невероятного количества кошек, единственный человек, который ей был близок — это монашенка-компаньонка; управлял домом некто Александр Васильевич, старообрядец. Умерла от воспаления лёгких 26 сентября 1914 года, обеспечив существование всех организованных ею благотворительных учреждений процентами с соответствующего неприкосновенного вклада.

## Особняк Коншиной на Пречистенке

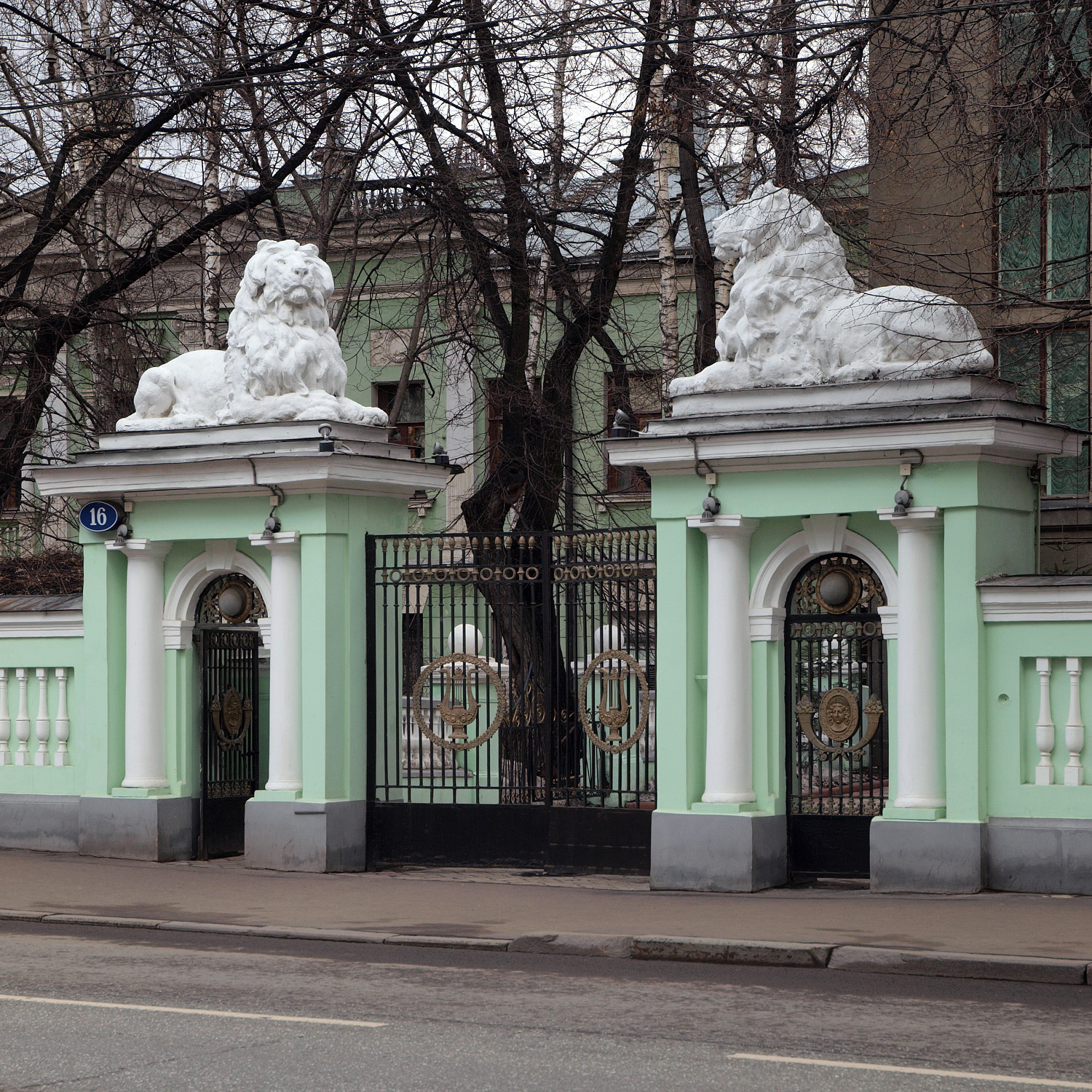
Львы на воротах особняка на Пречистенке.

В 1867 году Коншины приобрел у князей Трубецких особняк по адресу Пречистенка, 16/2.
В 1908—1910 годы по заказу А. И. Коншиной усадьба подверглась перестройке по проекту архитектора А. О. Гунста, который значительно перестроил здание в стиле неоклассицизма, придав его главному фасаду с фронтоном и шестью плоскими пилястрами ионического ордера четкую и ясную соразмерность форм.. Не менее эффектно выглядели интерьеры особняка, утопавшие в роскоши. Дом был освящен к дню именин А. И. Коншиной: 23 апреля 1910 года в её честь состоялся концерт, в котором приняли участие знаменитые музыканты Александр Гольденвейзер, Борис Сибор, Константин Игумнов.
В 1914 году, после смерти Александры Ивановны, дом перешёл к жене старшего брата её мужа — Варваре Петровне Коншиной, хозяйке фабрики в Серпухове, которая через год также умерла. Владение по наследству достается её внукам, несовершеннолетним сыновьям её рано скончавшегося сына Николая (1879—1913).
В начале 1917 года Опекунский суд утверждает наследство и в мае 1917 года душеприказчики коллежский советник Николай Алексеевич Цветков и адвокат Александр Федорович Дерюжинский продали дом Коншиной за 400 тысяч рублей крупнейшему русскому предпринимателю и банкиру, действительному статскому советнику Алексею Ивановичу Путилову, который приходился Коншиным родней.
С 1922 года здесь размещается Дом учёных.

## Благотворительность в Москве

### Лазарет имени И. и А. Коншиных
В принадлежащем ей доме на Большой Якиманке при её жизни был открыт приют с больницей для раненых и увечных воинов. Дом не сохранился.

### Санаторий-лазарет Коншиной
7 сентября 1914 года в Петровском парке открылся санаторий-лазарет для выздоравливающих воинов. Санаторий разместился на бывшей даче Коншиной, купленной ею у Ф. А. Усольцева. Это большое владение располагалось на углу Старого Петровско-Разумовского и Истоминского проездов и представляло небольшой поселок, среди большого сада которого находился главный дом, а вокруг шесть дач.
В годы Первой мировой войны санаторий часто посещали представители царской фамилии. Так, 21 мая 1915 года санаторий имени А. И. Коншиной в Петровском парке посетила Великая княгиня Елизавета Феодоровна. Раненые поднесли ей искусно сделанные образцы своих работ: оправленные металлом ларь и братину и ювелирной работы цепочку.
После Октябрьской революции 1917 года госпиталь перешел в ведение Мосздравотдела и первое время продолжал работать как госпиталь для раненых и контуженых солдат, возвратившихся с фронтов гражданской войны. В санатории чаще пребывали «женщины-работницы», и в 1929 году санаторий «Коншино» был переименован в "психоневрологический санаторий «8 Марта». В июле 1930 года санаторий преобразовали в Московскую областную психоневрологическую клинику, ныне Центральную Московскую областную клиническую психиатрическую больницу.

### Дом матери и ребёнка
На Большой Калужской улице было начато строительство Дома матери и ребёнка.

### Убежище для увечных воинов и их семей им. И. и А. Коншиных
После смерти Коншиной на завещанные ею средства было устроено убежище для увечных воинов и их семей, для чего городом был выделен участок земли на Большом Ново-Песковском переулке, 5, рядом с домом дешёвых квартир С. Т. Морозова.
Убежище заложено 14 июня 1915. Здание трёхэтажное, в его северной части на первом этаже размещалась церковь, алтарь находился во внешней пристройке. Во внебогослужебное время храмовое помещение служило рекреационным залом. Церковь освящена 18 февраля 1917 года. Здание убежища не сохранилось (ул. Новый Арбат, двор дома 31).

## Благотворительность в Серпухове

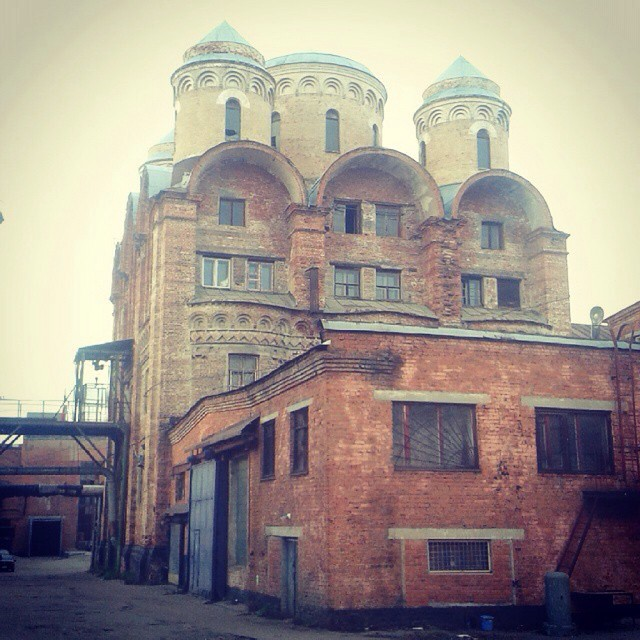
Собор преподобного Серафима Саровского со странноприимным домом. г. Серпухов.

Пожертвовала свыше одного миллиона рублей на создание комплекса благотворительных учреждений в городе — детский дом, больница и богадельня.
Под эти цели предлагалось переоборудовать имение А. И. Коншиной «Старая Мыза» близ г. Серпухова (сегодня г. Серпухов, улица Пушкина, 45), где только для детского дома отводилось владение в 59 десятин с заливным лугом и пашней. Приют предназначался для призрения, воспитания и образования детей беднейшего населения, преимущественно жителей Москвы.
27 июня 1915 года в имении Коншиной состоялась закладка больницы для неизлечимо больных, богадельни для бедных и церкви при них. Новые учреждения сооружались в неорусском стиле по проекту архитектора И. С. Кузнецова.
Строительство осуществлялось по единому плану, что привело к созданию редкого по размаху ансамбля в неорусском стиле. Первую, парадную часть ансамбля составляли храм и странноприимный дом. Образцом для создания Богородицкого храма с приделами Иоанна Лествичника и Царицы Александры послужили новгородские церкви XIV—XVI вв.. Далее следовала меньшая по масштабу больничная зона, в которую входил корпус «Домик», больничный корпус и корпус «Стена». Наиболее удалена была жилая зона с домом причта, домами для персонала и хозяйственным корпусом.
С 1929 по 1934 год здесь размещалась крупнейшая трудовая колония НКВД для беспризорников. Для привлечения малолетних правонарушителей к труду в колонии было организованно небольшое кустарное производство. На момент закрытия колонии в ней было налажено мелкоштучное производство токарных патронов, слесарного инструмента, станков для шлифовки транспортных клапанов и иной не сложной в изготовлении промышленной продукции. На базе этого производства в Серпухове был создан Серпуховский автомобильный завод.
Долгие годы территорию ансамбля богадельни занимал мотозавод, в связи с чем часть зданий была надстроена, храмовое пространство разделено на этажи и обстроено различными цехами. В 1998 г. при храме была зарегистрирована община, а храм поименован в Храм Преподобного Серафима Саровского.